# Gilles Bloch
Pour les articles homonymes, voir Bloch.
Gilles Bloch, né le 19 juillet 1961 à Pointe-à-Pitre en Guadeloupe, est un polytechnicien, docteur en médecine et chercheur en biophysique moléculaire français, spécialiste du métabolisme musculaire et cérébral. Directeur général de la recherche et de l'innovation de 2006 à 2009, puis président de l'université Paris-Saclay entre 2015 et 2018, président de l'Institut national de la santé et de la recherche médicale (Inserm) entre 2019 et 2023 et président du Muséum national d'Histoire naturelle depuis septembre 2023.

## Biographie
Gilles Bloch est né à Pointe-à-Pitre en Guadeloupe le 19 juillet 1961,.

### Études
Il intègre l’École polytechnique en 1981,. Il entreprend ensuite des études de biophysique et de médecine : il est à ce titre titulaire d’un doctorat en biophysique moléculaire obtenu 1989 à l'université Pierre-et-Marie-Curie, et d’un doctorat en médecine obtenu en 1991 à l'université Paris-Diderot.
Il dispose aussi de l'Habilitation à Diriger les Recherches,,.

### Parcours professionnel
En 1989, il intègre le laboratoire de spectroscopie RMN in vivo du Service hospitalier Frédéric-Joliot (SHFJ) au sein du Commissariat à l'Énergie atomique (CEA), département de biologie. Il participe au développement des tout premiers éléments de médecine nucléaire in vivo. Il y travaille jusqu'en 1997 et devient un spécialiste du métabolisme musculaire et cérébral. Durant cette période, son postdoctorat le conduit à l'université Yale, au sein du laboratoire de Robert Shulman (en), un des piliers de la résonance magnétique nucléaire.
À partir de 1997, il est nommé chef de laboratoire au Service hospitalier Frédéric-Joliot à Orsay (1997-2000), puis chef du segment « médecine nucléaire et imagerie fonctionnelle » ; il est nommé directeur adjoint de la direction des Sciences du vivant du CEA en 2001.
Il quitte le CEA en juin 2002, pour rejoindre en tant que « conseiller » le cabinet de Claudie Haigneré qui vient d'être nommée ministre déléguée à la Recherche et aux Nouvelles technologies. En avril 2004, lorsque Haigneré quitte le gouvernement, Gilles Bloch devient directeur-adjoint du cabinet de François d'Aubert, nouveau ministre chargé de la Recherche.
Lors des débats précédant le vote de la loi no 2004-800 du 6 août 2004 relative à la bioéthique, il déclare « Pas question en effet pour la France d'importer des cellules qui auraient été produites dans des conditions non éthiques. La loi précise ainsi que ces cellules doivent avoir été obtenues dans le respect des principes fondamentaux prévus au code civil : libre consentement, gratuité, inviolabilité du corps, anonymat. Elles ne pourront pas non plus provenir d'un embryon créé pour la recherche, possibilité qui reste interdite par la loi. ».
En février 2005, François d'Aubert choisit Gilles Bloch comme premier directeur de la nouvelle Agence nationale de la recherche (ANR), dont l'objet est de financer la recherche publique et la recherche « partenariale » en France. Présentant un premier bilan au bout de neuf mois, Gilles Bloch se félicite du bon fonctionnement de l'agence,. Gilles Bloch reconnaît des « erreurs de jeunesse », dans un bilan qui sera remis en cause par la publication du rapport La recherche sans qualités : un audit indépendant de l'Agence nationale de la recherche de Marc Flandreau.
En mai 2006, il est nommé directeur général de la Recherche et de l'Innovation au ministère de la Recherche. Gilles Bloch est ainsi un acteur important de l'organisation de la recherche en France, organisation qui repose sur :
- l’orientation : définition des grandes politiques nationales (création de la Direction de la stratégie, du Haut Conseil de la science et de la technologie) ;
- la programmation : traduction des objectifs en programmes de recherche (création des agences fusionnées depuis dans Oséo) ;
- la réalisation : création des outils mis à disposition des opérateurs pour, notamment, faire émerger des leaders de dimension mondiale, construire des stratégies locales et renforcer le partenariat avec les entreprises.

En 2007 Valérie Pécresse, nouvelle ministre de la Recherche, confirme Gilles Bloch à son poste de directeur général de la recherche et de l'innovation. Il confie à Jean-Pierre Alix une mission sur l'intégrité scientifique, qui conduit à un rapport rendu en septembre 2010. Le 1er septembre 2009, un communiqué de presse du ministère indique qu'il quitte son poste à sa propre demande. Il est alors nommé à la tête de la direction des Sciences du Vivant, l'une des cinq directions du Commissariat à l'Énergie atomique et aux Énergies alternatives (CEA),.
Il œuvre en particulier pour l'insertion des jeunes docteurs dans le milieu des entreprises.
Gilles Bloch a présidé le groupement d'intérêt scientifique « Infrastructures en biologie, santé et agronomie » (GIS-IBiSa) créé en mai 2007 et dont les membres sont l'INSERM, le CNRS, l'INRA, le CEA, l'INRIA, l'Institut National du Cancer (INCa), la Conférence des présidents d'université (CPU), et les deux directions DGRI et DGESIP du ministère de l'Enseignement Supérieur de la Recherche. Il est vice-président de la « fondation FondaMental » fondée par Valérie Pécresse, une fondation de coopération scientifique dédiée aux maladies mentales, qu'il a présidée en 2011.
Le 10 juin 2015, Gilles Bloch est élu président de l’Université Paris-Saclay par le Conseil d’administration de la ComUE, succédant à Dominique Vernay qui occupait ce poste depuis janvier 2015. il devient dans le même temps président de la Fondation de Coopération Scientifique Paris-Saclay qui coordonne l’opération campus et le projet Idex.
Le 26 novembre 2018, Gilles Bloch est nommé Président de l’Inserm. Il prend ses fonctions le 2 janvier 2019. Le 13 janvier 2023, le président de la République Emmanuel Macron choisit le professeur Didier Samuel, doyen de la faculté de médecine de Paris-Saclay, pour lui succéder à la tête de l'Inserm.
Le 1er septembre 2023, Gilles Bloch est nommé président du Muséum national d'Histoire naturelle par Emmanuel Macron.

## Décorations
Le 14 novembre 2006, Gilles Bloch est nommé au grade de chevalier dans l'ordre national du Mérite au titre de « directeur général de la recherche et de l'innovation ; 21 ans de services civils ».
Le 18 avril 2014, il est nommé au grade de chevalier dans l'ordre national de la Légion d'honneur au titre de « directeur des sciences du vivant au Commissariat à l'énergie atomique et aux énergies alternatives ; 30 ans de services » puis fait chevalier le 24 février 2016. Il est promu au grade d'officier le 29 décembre 2023 au titre d' « ingénieur, biophysicien, médecin, président du Muséum national d'histoire naturelle ».

## Pour approfondir